# Ambtsteken voor Geestelijken van de Ridderorden
Het Ambtsteken voor Geestelijken van de Ridderorden, (Deens: "Embedstegn for Officianter"), is een Deense onderscheiding. Het ereteken is verbonden aan de twee Deense ridderorden: de Orde van de Olifant en de Orde van de Dannebrog, en werd op 25 mei 1826 door Koning Frederik IV van Denemarken ingesteld.
Het ambtsteken is in onbruik geraakt maar bestaat nog steeds als ambtsteken van de aan de kapittels van de orden verbonden geestelijke Lars Stevnsborg. Denemarken kent een staatskerk en deze geestelijken behoren tot de Lutherse Kerk. De koning wenste dat de aan het ambtsteken herkenbare officianten bij geschillen tussen de ridders zouden bemiddelen, er op toe zouden zien dat de ridders zich niet aan misdrijven schuldig zouden maken en degenen die zich aan een misdrijf schuldig zouden hebben gemaakt aan de Koning zouden melden opdat deze uit de orden verwijderd konden worden.
Het lint is een combinatie van de linten van de twee orden; blauw voor de Orde van de Olifant en wit en rood voor de Orde van de Dannebrog. Het werd door hogere geestelijken "en sautoir", dus aan een lint om de hals gedragen. Lagere geestelijken droegen het ambtsteken aan een lint op de linkerborst.